# Čačaks Schöne
Čačaks Schöne oder Čačanska Lepotica ist eine Zwetschgensorte, die 1961 aus Wangenheims Frühzwetschge und Hauszwetschge (Požegača) von Staniša A. Paunović, Milisav Gavrilović und Petar Mišić am Institut für Obstbau im jugoslawischen Čačak (heute Serbien) gezüchtet wurde. In den Verkehr kam sie 1975. Die Sorte ist im Erwerbsobstbau weit verbreitet. So bestand in manchen Wochen im Jahr 2020 bis zu 40 % des deutschen Pflaumensortiments aus Čačaks Schöne.
Die Blüte wird als relativ früh angesehen. Die Sorte gilt als selbstfertil und dient als guter Pollenspender. Der Wuchs ist mittelstark. Die Reifezeit ist je nach Region und Witterungsverhältnis unterschiedlich – nach Katinka und vor Hanita – was ungefähr Ende Juli bis Anfang August entspricht. Die Früchte werden bereits bis zu 14 Tage vor der Vollreife blau.
Die Frucht ist mittelgroß bis groß, bis zu 42 mm und länglich-oval. Die Farbe ist dunkelblau mit grünem Fruchtfleisch. Die Sorte wird oft als Backfrucht vermarktet und ist relativ ertragsstabil. Geschmacklich kann sie jedoch nicht immer überzeugen. Sie ist bisweilen gerbstoffreich und sauer, insbesondere bei sehr früher Ernte oder Überbehang.
Čačanska Lepotica ist nicht zu verwechseln mit den ebenfalls nach der Stadt Čačak benannten und am Institut za voćarstvo gezüchteten Sorten Čačanska Rana, Čačanska Najbolja, Čačanska Rodna und Čačanski Šecer. Eine reine Angabe Čačanska reicht laut BLE als Angabe auf einer Verpackung nicht aus.